# Aleksandr Zinóviev (filòsof)
Aleksandr Zinóviev (rus: Александр Александрович Зиновьев)  (Chukhlomskoy Uyezd, 29 d'octubre de 1922 - Moscou, 10 de maig de 2006), nom complet amb patronímic Aleksandr Aleksàndrovitx Zinóviev, rus: Алекса́ндр Алекса́ндрович Зино́вьев, AFI /ɐlʲɪkˈsandr ɐlʲɪkˈsandrəvʲɪtɕ zʲɪˈnovʲjɪf/fou un filòsof, escriptor, sociòleg i periodista rus.
Procedent d'una família camperola pobra, i havent-se distingit en la guerra, Aleksandr Zinóviev en els anys cinquanta i seixanta va ser un dels símbols del renaixement del pensament filosòfic a l'URSS. Després de la publicació a Occident del llibre Ziiàiuixie vissoti, rus: Зияющие высоты ("Alts desnivells"), que el va portar a la fama mundial el 1978 va ser expulsat del país i privat de la ciutadania soviètica. Va tornar a Rússia el 1999.
El patrimoni creatiu de Zinóviev inclou prop de 40 llibres, i abasta diverses àrees de coneixement sociohumanitari: sociologia, lògica, ètica, pensament polític. El seu treball és difícil d'atribuir a qualsevol direcció, o inserit en qualsevol marc, inclòs l'acadèmic. Les obres del gènere original de la "novel·la sociològica" li van comportar el reconeixement internacional. Sovint és descrit com un pensador independent rus, una de les figures més grans, més originals i controvertides del pensament social rus a la segona meitat del segle xx.
Antiestalinista en la seva joventut, Zinóviev, al llarg de la seva vida, va mantenir una posició civil activa, i va sotmetre a crítica al principi el seu sistema soviètic, després el rus i l'occidental, i al final de la vida els processos de globalització. La cosmovisió de Zinóviev es distingeix per la tragèdia i el pessimisme. A Occident, com a Rússia, les seves opinions inconformistes van ser durament criticades.

## Joventut
Zinóviev va néixer va néixer al poble de Pakhtino de l'uiezd de Txúkhlomski de la gubèrnia de Kostromà de l'RSFSR (actualment raion de Txúkhlomski de l'óblast de Kostromà) com el sisè fill d'Aleksandr Iàkovlevitx i Appolinària Vassílievna. Uns anys més tard es van traslladar a Moscou, a la recerca d'una millor qualitat de vida.
Zinóviev excel·lia a l'escola, i el 1939 va ingressar a l'Institut de Filosofia, Literatura i Història de Moscou. Aviat va ser expulsat per una actitud negativa cap a la col·lectivització forçada, i se li va prohibir d'inscriure's a qualsevol altre institut. Segons les memòries de Zinóviev, mentre encara estava a l'escola, tenia la idea de matar Stalin, la qual va discutir repetidament amb amics propers; El "pla" va fallar perquè no van trobar cap arma. També segons les seves memòries, va ser arrestat i interrogat a la Lubianka. Quan era traslladat a un dels quarters de l'NKVD, Zinóviev va aconseguir escapar. Es va amagar en diferents llocs: va marxar a Pakhtino durant un temps, va vagarejar i després va tornar a Moscou. A la fi de 1940 es va unir a l'Exèrcit Roig per evitar la persecució. A l'exèrcit, es va fer anomenar "Zenóviev", tot dient que havia perdut el seu passaport. Va lluitar a la Gran Guerra Patriòtica, fins i tot com a aviador de combat, i va rebre honors i premis pel seu servei distingit..

## Treball científic a Moscou
El 1946 Aleksandr Zinóviev va entrar a la Universitat Estatal de Moscou (UEM); va relatar que la seva prohibició d'accedir a l'educació superior es va passar per alt per un suborn: una caixa de dolços. Es va graduar el 1951 summa cum laude amb una tesi sobe l'estructura lògica de El Capital de Marx’. Durant les dècades següents es va convertir en un dels lògics més importants de l'URSS.
Com a professor i responsable del departament de lògica de la UEM, Zinóviev acumulà una reputació subtilment dissident, en haver-se negat a expulsar el personal políticament discriminat i, en un gest de protesta contra el culte a la personalitat de Bréjnev, va renunciar al consell editorial de Voprossi filossofii, rus: Вопросы философии ("Problemes de filosofia"), la principal revista soviètica sobre filosofia en aquesta època.

## La novel·la sociològica
Les diverses històries satíriques de Zinóviev s'aplegaren en el seu primer gran treball no acadèmic, Ziiàiuixie vissoti, rus: Зияющие высоты ("Alts desnivells"). Després de la publicació del llibre a Suïssa el 1976, Zinóviev va ser desposseït del seu càrrec de professor, expulsat de l'Acadèmia de Ciències per "accions antipatriòtiques incompatibles amb el títol de científic soviètic",i destituït de l'Institut de Filosofia. A principis de 1977, per decisió del Presidium del Soviet Suprem de l'URSS, Zinóviev va ser desposseït de tots els premis estatals, inclosos els militars i els graus acadèmics, i se li va oferir la possibilitat d'abandonar la Unió Soviètica després que la seva segona novel·la, titulada Svetloie budúsxeie, rus: Светлое будущее ("Futur brillant"), de similar estil satíric, fos publicada a Occident el 1978. Amb la seva família es va establir a Múnic on van viure fins al 1999.
Ziiàiuixie vissoti va ser tot un èxit. Aviat es va traduir a la majoria de les principals llengües europees i es llegí en veu alta en rus a través de les emissores de ràdio occidentals.

### Treball sociològic a l'exili
Entre les obres de no ficció de Zinóviev des d'aleshores es troben Sense il·lusions, rus: Без иллюзий (1979), Nosaltres i Occident, rus: Мы и Запад (1981), El comunisme com a realitat, rus: Коммунизм как реальность (1981) i Gorbatxevisme, rus: Горбачевизм. (1987). Aquesta última va ser publicada per primera vegada en francès, (Lausana, L'Âge d'homme). Sense il·lusions és una col·lecció d'assaigs, conferències i articles periodístics que Zinóviev va publicar en diverses fonts, inclòs la revista polonesa a l'exili Kultura, impresa a París. Explicava així la seva manera d'interpretació de la societat comunista, tot expressant la lleialtat al mètode científic. Zinóviev va defensar la seva comprensió del sistema soviètic, va escriure molt sobre la relació entre el capitalisme i el comunisme, Occident i Orient. Va criticar a Occident per subestimar l'amenaça comunista a causa de la incomprensió de la naturalesa de la societat soviètica. Occident estimava el sistema soviètic a través dels seus propis criteris, però, Zinóviev va argumentar que la democràcia occidental i el comunisme són completament diferents. Va negar el paper de les qualitats personals dels líders soviètics, en considerar-los com a "símbols socials" i va instar Occident a no escoltar les seves promeses. El 1983, en el seu informe "ideologia i religió marxista" en un simposi a Viena, va afirmar que "la revitalització espiritual" a l'URSS no afectaria la ideologia oficial, i la política d'Andrópov no conduiria a reformes ni a una protesta social. Un any més tard, en una sèrie d'esdeveniments representatius dedicats a la novel·la d'Orwell 1984, va criticar fortament l'adequació de la descripció al llibre de la societat comunista. Des del seu punt de vista, el llibre no era una previsió científica, sinó que reflectia la por dels contemporanis d'Orwell enfront de l'imaginari comunista. Afirmava que el comunisme no va destruir, i principalment no podia haver destruït les diferències socials entre les persones, sinó que només va canviar les manifestacions externes de la desigualtat. El 1989, en una entrevista a Kultura, va dir que no era completament real esperar que els estats satèl·lits de l'URSS (va esmentar Polònia, Hongria i Txecoslovàquia) abandonessin l'esfera d'influència soviètica, argumentant que la seva opinió es basava en la "sòlida teoria sociològica construïda sobre la part superior de la lògica formal".
Zinoviev emfasitzva la seva opinió que les principals peculiaritats del règim soviètic no eren irracionals en essència, ni el resultat d'algunes circumstàncies incidentals. Més aviat, afirmava, seguien les "lleis de la societat" inherents, el resultat sistemàtic de les accions conjuntes dels seus participants. No obstant això, Zinóviev fou un dels crítics més oberts del règim soviètic fins a l'era de la Perestroika. A diferència de Soljenitsin, que buscava una espècie de reactivació de la Rússia anterior a 1917, Zinóviev va negar el seu suport a l'Església Ortodoxa Russa o a les doctrines nacionalistes.
En el seu llibre Occident. El fenomen de l'occidentalisme, rus: Запад. Феномен западнизма (1995), Zinóviev presenta una anàlisi detallada de la societat capitalista moderna que va anomenar "occidentalisme". En la introducció al llibre, Zinóviev escriu que va arribar a una conclusió que es pot resumir de la següent manera: en termes econòmics, l'occidentalisme s'esforça per crear ocupacions i fluxos d'ingressos per a aquells que no produeixen productes i serveis, i enfortir l'empresa privada com el mitjà més eficaç per obligar la gent a treballar. En termes socials i polítics, l'occidentalisme busca enfortir l'aspecte antidemocràtic de la societat i transformar la democràcia en un camuflatge del govern de l'estat totalitari.

## Després de la“Catastroika”[14]
Zinóviev va deixar de criticar el comunisme en els inicis de la perestroika, anys abans de l'augment del crim i els problemes socioeconòmics als quals va haver de fer front Rússia en els anys noranta. Va parlar en defensa d'alguns aspectes del règim soviètic, i va condemnar radicalment les reformes iniciades per Borís Ieltsin. La derrota del Comitè Estatal d'Emergència, Zinóviev la va qualificar de "tragèdia històrica" i va avaluar negativament el col·lapse de l'URSS; sobre Ieltsin i els reformadors russos en va parlar repetidament, utilitzant expressions extremadament dures ("idiotes", "escòria", "cretins", "ielitsinoides", etc.), i els exigia mesures punitives.
Argumenta que Occident va ser la influència clau en la caiguda de la Unió Soviètica "Encapçalat pels Estats Units (una supersocietat global basada en els EUA), Occident ha implementat voluntàriament un programa per destruir Rússia". El 1996, va fer una crida pública a per donar suport a Guennadi Ziugànov, un candidat comunista que finalment va perdre les eleccions presidencials russes davant Ieltsin. Segons Aleksandr Soljenitsin, Zinóviev parlava de la col·lectivització a la Unió Soviètica com un "regal molt esperat per als camperols russos".
En una entrevista Arxivat 2018-10-21 a Wayback Machine. concedida el 1999, Zinóviev va dir:
| « | Un cop vaig ser un còmplice inconscient d'aquesta acció que em semblava vergonyosa. Occident va voler i va programar la catàstrofe russa. Vaig llegir documents i vaig participar en la investigació, que sota l'aparença de lluita ideològica va treballar envers la destrucció de Rússia. Això es va tornar tan insuportable per a mi que ja no podia romandre al camp de qui destrueix el meu poble i el meu país. Occident no m'és estrany, però el considero un imperi enemic. | » |

### Retorn a Rússia
Després de 21 anys d'exili, Zinóviev va tornar a Rússia el 1999, declarant que ja no podia viure "al camp dels que estan destruint el meu país i el meu poble".
La decisió de tornar va ser influenciada pel bombardeig de Iugoslàvia, que Zinóviev va condemnar repetidament. Creia que la guerra dels Balcans s'estava produint contra Europa, que significava la seva degradació i marca l'arribada d'un totalitarisme nou post-democràtic i postcomunista. En l'última entrevista occidental "Per què estic tornant a Rússia", publicada a " Le Monde ", Zinoviev va declarar canvis catastròfics a Occident i a Rússia, la rendició d'Europa a l'americanització i la globalització, la seva traïció als seus ideals (democràcia, llibertat d'expressió, valors morals i altres) Va afirmar que, tornant a Rússia, continua compromès amb valors europeus genuïns. Slobodan Milošević (el filòsof es va trobar amb ell el 1999), com Moammar al-Gaddafi, simbolitzaven per a Zinóviev el repte i la resistència a la globalització; la desobediència als Estats Units despertava la seva admiració i respecte.. Zinoviev sostenia que totes les acusacions presentades contra Milošević eren mera calúmnia; també va declarar que admirava Radovan Karadžić i Ratko Mladić, a qui considerava persones significatives del segle xx. Va comparar el procés de globalització amb una Tercera Guerra Mundial, la primera fase de la qual va ser la Guerra Freda.
Pel que fa a Ióssif Stalin, Zinóviev va declarar: "el considero una de les persones més grans de la història de la humanitat. A la història de Rússia, al meu parer, fou encara més gran que Lenin. Fins a la mort de Stalin era anti-estalinista, però sempre el vaig considerar com una personalitat destacada".
Zinoviev va parlar positivament sobre Vladímir Putin, i hi va dipositar grans esperances. Considerava la seva arribada al poder com la primera oportunitat del país, després del 1985, de trencar el punt mort i resistir-se a l'occidentalització i la colonització. No obstant això, va reconsiderar ràpidament les seves estimacions optimistes, a finals de l'any 2000, en observar que Rússia continuava perdent terreny, tot i que no va classificar Putin com a "traïdor". El 2002, va escriure que Putin, tot i tenir suport popular, no estava utilitzant aquella oportunitat històrica; es negava a revisar els resultats de la privatització i a nacionalitzar les finances i l'energia; Zinóviev va concloure que el paper històric de Putin era legitimar les conseqüències del cop d'Estat d'Ieltsin. El 2006, poc abans de la seva mort, va afirmar que Rússia com a estat sobirà i un únic conjunt ja no està present; el país presenta una imitació ("aparent"), una formació artificial i fràgil vinculada pel complex de combustible i energia: "Rússia com un potent poder energètic és un mite ideològic de la no prometedora Rússia. La reducció del progrés econòmic a la "canonada" és un indicador de fatalitat històrica.
Aleksandr Zinóviev va morir el 10 de maig del 2006 a causa d'un tumor cerebral.

## Obres principals

### Lògica
- Восхождение от абстрактного к конкретному (basat en El Capital de Karl Marx). Tesi doctoral. Moscou, 1954.
- Философские проблемы многозначной логики. Moscou, 1960.
- Логика высказываний и теория вывода. Moscou, 1962.
- Основы логической теории научных знаний. Мoscou, 1967.
- Комплексная логика. Moscou, 1970.
- Логика науки. Moscou, 1971.
- Логическая физика. Moscou, 1972.
- Logische Sprachregeln. Eine Einführung in die Logik. (Juntament amb H. Wessel). Berlín, Múnic, Salzburg, 1975.
- Очерки комплексной логики. Moscou, 2000.
- Восхождение от абстрактного к конкретному (sobre material de El Capital de Karl Marx). Moscou, 2002.
- Логический интеллект. Moscou, 2005.
- Фактор понимания. Moscou, 2006.

### Literatura

#### A l'editorial «L'Âge d'Homme»
- Зияющие высоты (1976)
- В преддверии рая (1979)
- Записки ночного сторожа (1979)
- Светлое будущее (1978)
- Жёлтый дом (1980, 2 тома)
- Homo Sovieticus, rus: Гомо Советикус (1982)
- Мой дом — Моя чужбина. Novel·la en vers (1982)
- Нашей юности полёт (1983)
- Евангелие для Ивана. Poemes (1984)
- Иди на Голгофу (1985)
- Пара беллум (1986)
- Живи (1989)
- Катастройка (1990)

#### Altres obres
- Allegra Russis / Веселье Руси. Poemes. Milà, 1990.
- Глобальный человейник. Moscou, 1997.
- Русская судьба, исповедь отшепенца. Llibre de memòries Moscou, 1999.
- Затея. Moscou, 2000.
- Русская трагедия. Moscou, 2002.

### Sociologia i periodisme

#### A l'editorial «L'Âge d'Homme»
- Без иллюзий. Col·lecció d'articles (1979)
- Мы и Запад. Col·lecció d'articles (1981)
- Коммунизм как реальность (1981)
- Ни свободы, ни равенства, ни братства. Col·lecció d'articles (1983)
- Русский эксперимент (1995)

#### Altres obres
- Горбачевизм. Nova York, 1988.
- Запад. Феномен западнизма. Moscou, 1995.
- Посткоммунистическая Россия: публицистика 1991—1995.Moscou, 1996.
- На пути к сверхобществу. Moscou, 2000.
- Гибель русского коммунизма. Moscou, 2001.
- Идеология партии будущего. Moscou, 2003.
- Логическая социология. Moscou, 2003.
- Распутье. Moscou, 2005.

## Citacions famoses[25][26]
- Знание фактов само по себе еще не дает понимания / El coneixement dels fets en si mateix no dona comprensió.
- Боль ощущается не так остро, если имеешь твердое решение выстоять / El dolor no és tan agut si tens una ferma decisió de resistir.
- Когда человек перестает учиться, он вступает в стадию старения / Quan una persona deixa d'aprendre, entra a l'etapa de l'envelliment.
- Понимание вообще не приходит без усилия. Без усилия приходят только заблуждения / La comprensió no arriba de cap manera sense esforç. Sense esforç, només apareixen errors.
- Главное не в том, что есть отклонения от нормы, а в том, что есть норма, с необходимостью рождающая эти отклонения / El més important no és que hi hagi desviacions de la norma, sinó que hi ha una norma que necessàriament dona lloc a aquestes desviacions.
- Степень свободы определяется тем, в какой мере общество способно допустить фактическую свободу в отношении действий людей, считаемых оппозиционерами / El grau de llibertat es determina pel grau en què la societat pot permetre la llibertat real en relació amb les accions de persones considerades opositores.
- Государственные интересы – это абстракция. Есть интересы определённых категорий людей, которые они маскируют под государственные / Els interessos de l'Estat són una abstracció. Hi ha interessos de determinades categories de persones que es disfressen d'estat.
- Предводителем крыс не может быть лев. Предводителем крыс может быть только крыса / El líder de les rates no pot ser un lleó. El líder de les rates només pot ser una rata.

## Honors
(excepte els títols científics soviètics i les medalles de guerra)
- membre de l'Acadèmia Finesa de les Ciències, 1974
- membre de l'Acadèmia de les Arts de Baviera, 1984
- Guardonat amb el Prix Europeén de l'essai Charles-Veillon, 1977
- Guardó Millor Novel·la Europea,, 1978
- Guardonat amb el Prix Médicis Étranger, 1978
- Guardonat amb el Prix Alexis de Tocqueville, 1982
- Ciutadà honorari de Ravenna, Avinyó, Aurenja i Kostromà